# Igor Strelkov (football)
Pour les articles homonymes, voir Igor Strelkov.
Igor Sergueïévitch Strelkov (en russe : Игорь Сергеевич Стрелков), né  le 21 mars 1982, est un footballeur russe.

## Biographie
Cet attaquant dispute 83 matchs en première division russe, marquant 11 buts.
Il joue trois matchs en Coupe de l'UEFA avec le FK Moscou. Lors de cette compétition, il inscrit un but contre le club polonais du Legia Varsovie.